# Nike Ajax
De MIM-3 Nike Ajax was een Amerikaanse geleide luchtdoelraket die ontwikkeld werd door Bell Labs en geproduceerd door Douglas Aircraft Company in Californië.
De eerste Nike Ajax-installatie werd in maart 1954 in dienst genomen in de staat Maryland. Over een periode van vier jaar werden bijna 200 installaties verspreid over de Verenigde Staten gepositioneerd. In 1963 werd de laatste installatie uit dienst genomen.